# Медведев, Василий Михайлович
Василий Михайлович Медведев (род. 18 декабря 1957, Грозный) — хореограф-постановщик, артист балета, балетный педагог. Заслуженный артист Эстонской ССР (1988). Член Совета танца при ЮНЕСКО, Президент Фонда наследия Мариуса Петипа (США).

## Биография и творчество
Василий Михайлович Медведев родился 18 декабря 1957 года в городе Грозном в семье военнослужащего, которая вскоре переехала в Ленинград. Учился в Ленинградском Академическом хореографическом училище им. А. Я. Вагановой (ныне Академия русского балета им. А. Я. Вагановой) у Наталии Дудинской, Константина Сергеева, Геннадия Селюцкого. Выпускник 1976 года. Во время обучения поставил несколько хореографических миниатюр для учащихся училища, которые были публично исполнены: grand pas из балета «Золотая рыбка» на музыку Минкуса было показано на сценах Большого зала Ленинградской Филармонии и Большого концертного зала «Октябрьский», а женская вариация из grand pas была включена Н. М. Дудинской в grand pas из «Пахиты» и показана в Москве и на сцене Ленинградского театра им. Кирова.
В 1988 году окончил Ленинградскую государственную консерваторию им. Н. А. Римского-Корсакова как хореограф и педагог по классу Никиты Долгушина. На следующий год после выпуска стал солистом балета Ленинградского академического государственного Малого театра оперы и балета им. М. П. Мусоргского (Михайловский театр), где исполнил сольные партии в балетах «Тщетная предосторожность», «Щелкунчик», «Коппелия», «Геракл», «Орфей и Эвредика».
В 1981 году, по приглашению эстонского хореографа Улло Вилимаа, работал в Академическом Театре Ванемуйне в Эстонии, где исполнял ведущие партии в балетах «Жизель» (Альберт), «Сатанилла» (Фабио), «Щелкунчик» (Принц) и др.. В этом театре В. Медеведев поставил балетные спектакли, среди которых «Сатанилла или Любовь и Ад» Пуни, Бенуа, Ребера, «Принц пагод» Бриттена и др. В этот же период хореограф выполнил ряд постановок для эстонского телевидения. За заслуги в области развития эстонского балета был награждён Государственными наградами Эстонии — Премией Министерства культуры, Премией Союза театральных деятелей. В 1988 году получил звание заслуженный артист Эстонии. Имеет персональную страницу в Большой Эстонской энциклопедии.
С 1989 года как солист и хореограф сотрудничает с различными театрами и балетными труппами в России и за рубежом, в том числе с театрами Европы, Аргентины и так далее. Университет танца Форли (Италия) присудил В. Медведеву почётную премию «Лучший педагог классического танца».
Был художественным руководителем и участником международных гала-концертов и фестивалей, таких как «Мировой балетный фестиваль» (Донецк, 1998), «Гала мировых звезд» (Минск, 1994), «Звезды петербургского балета» (США, 2000,2001,2002), «Notte di Stelle» (Кальяри, Италия, 1997—1998), «Gala International» (Эстония, Литва 1998), «Юлия Махалина и звезды петербургского балета» (Аргентина, Коста-Рика, 2001), «Gala des etoiles», (Монреаль, Канада 2003), «World Ballet Stars»(Сполето, Италия 2002).
В 1999 году в Пражском национальном театре состоялась мировая премьера балета «Онегин» (музыка Чайковского, либретто Валерия Модестова) в постановке Василия Медведева. За хореографию этого балета Василий Медведев, а также солисты Т. Подарилова и С. Фечо, были награждены Премией Международного фонда «Пушкинское наследие» (США). Балет был показан на многочисленных фестивалях в России и за рубежом. В 2004 году состоялась американская премьера балета на сцене театра «Санта Фе Опера». Через год состоялась премьера этого балета в Государственном Моравском театре (Чехия) и в 2007 году на сцене театра «Ванемуйне» (Эстония). Благотворительный Пушкинский фонд наградил Василия Медведева специальным дипломом за постановку в Эстонском театре. В 2011 году дуэт из второго действия вошёл в обязательную программу участников международного конкурса артистов балета в Бостоне (США).
В декабре 2001 года в Национальном театре Брно состоялась премьера балета «Щелкунчик» в постановке Василия Медведева. Этот балет был награждён специальной премией как лучший балетный спектакль в 2003 и 2004 годах Ведущие солисты этого балетного спектакля М. Штипа и М. Пимек были награждены международной Премией Филиппа Морриса, прима-балерина Я. Косикова — Прибылова была номинирована на премию PRIZE of THALIA.
Осенью 2008 году состоялась премьера балета на музыку Кара Караева «Семь красавиц» в хореографии Медведева на сцене Академического театра оперы и балета в Баку (либретто Яны Темиз, декорации Дмитрия Чербаджи). Спектакль получил высшую театральную премию «ЗИРВЯ», учреждённую министерством культуры Азербайджана и был показан в Большом театре России в феврале 2011 года.
В 2016 году создал организацию «Фонд наследия Мариуса Петипа», является его президентом.

### Преподавательская и организаторская деятельность
В течение многих лет Василий Медведев преподавал в Санкт-Петербургской Академии русского балета им. А. Я. Вагановой на кафедре хореографического искусства, его выпускники стали первым выпуском в истории Академии, получившим дипломы магистра искусств (2004—2009).
С 2001 года Василий Медведев является основателем и художественным руководителем Санкт-Петербургского балетного фестиваля «Dance Open» и Балетного конкурса.
С 2007 года является членом Международного совета танца (CID) при ЮНЕСКО.
В 2014 году организовал Гала-концерт звезд мирового балета на 62-м фестивале балета в Любляне (Словения) и Опатии (Хорватия).
В 2016 году принял участие в качестве члена жюри III Международного конкурса артистов балета в Астане (Казахстан). В 2016 и 2018 году работал как советник «Гала звезд мирового балета» Kremlin gala в Москве.
В 2017 году стал одним из основателей и художественных руководителей Первого Евразийского фестиваля танца в Астане (Казахстан) — Eurasian dance festival. В программе фестиваля: Universal ballet (Корея), Roch the ballet (США), Astana ballet, Astana opera, Гала звезд балета.
В июне 2018 года принял участие в качестве члена жюри во Втором международном конкурсе артистов балета в Баку (Азербайджан).
В июле 2018 года принял участие в качестве педагога в первых курсах по повышению квалификации педагогов Мексики, организованных Министерством образования Мексики.
На сцене большого зала Петербургской филармонии Медведев неоднократно организовывал вечера балета — «Лики любви», «Гала звезд» и др. В январе 2005 года в рамках международного фестиваля «Площадь искусств» Юрия Темирканова организовал гала звезд мирового балета на сцене театра им. Мусоргского.
В качестве приглашённого хореографа работал во многих странах Европы и Латинской Америки, а также в США, Канаде, Тайване, Южной Корее и Южной Африке.

## Постановки в театрах
1999 год — «Онегин» (Прага, Чехия). Балет в 2 актах, музыка П. И. Чайковского. Благотворительный Пушкинский фонд наградил Василия Медведева специальным дипломом за постановку в Эстонском театре (премьера в Эстонии состоялась в 2007 году).
2001 год — «Щелкунчик» (Брно, Чехия). Балет феерия в 2 актах, музыка П. И. Чайковского
2004 год — «Тщетная предосторожность, или плохо сбережённая дочь» (Сараево, Босния — Герцеговина)
2005 год — «Корсар» (Брно, Чехия). Балет в 3 актах, музыка А. Адана, Ц. Пуни. В этом же году спектакль был удостоен специальной премии, как лучший балетный спектакль.
2006 год — «Лебединое озеро» (Сараево, Босния — Герцеговина). Балет в 3 актах, музыка П. И. Чайковского.
2008 год — «Золушка» (Сараево, Босния и Герцеговина). Балет в 2 актах, музыка И. Штрауса.
2008 год — «Семь красавиц» (Баку, Азербайджан). Балет в 2 актах, музыка Кара Караева.
2009 год — «Коппелия» (Сараево, Босния и Герцеговина). Балет в 3 актах, музыка Л. Делиба.
2009 год — «Эсмеральда» (Москва, Россия). Балет в 3 актах, музыка Ц. Пуни. Дебют Медведева в Большом театре.
2011 год — «Катя и принц Сиама» (Екатеринбург, Россия). Балет в 2 актах, музыка П. Овсяников.
2011 год — «Эсмеральда» (Берлин, Германия). Балет в 3 актах, музыка Ц. Пуни.
2012 год — «Дама с камелиями» (Сараево, Босния и Герцеговина). Балет в 2 актах, музыка Дж. Верди.
2013 год — «Щелкунчик» (Берлин, Германия).
2014 год — «Онегин» (Лодзь, Польша). За эту постановку В. Медведев был награждён Дипломом Международного фонда «Пушкинское наследие» (США).
2015 год — «Дон Кихот» (Литва). Музыка Л.Минкус, хореография по Петипа и Горскому.
2016 год — «Клеопатра» (Скопье, Македония). Балет в 2-х актах, музыка Нерии Голдберг
2018 год — «Гойя» (Баку, Азербайджан). Балет в 1 акте, музыка К. Караева.
2018 год — «Спящая красавица» (Бухарест, Румыния). Балет в З актах. Музыка П. И. Чайковского
2021 год — «Сон Пилата» (София, Болгария). Музыка Стефана Димитрова. Балет получил высшую награду Муниципалитета Стара Загора в номинации «Искусство и культура», а также удостоен премии профессионального танцевального сообщества Болгарии Impulse Awards (в 3-х номинациях) как лучшая танцевальная постановка 2021 года. В ноябре 2022 года балет «Сон Пилата» был удостоен премии «Хрустальная лира» Союза болгарских музыкантов и артистов балета в номинации «Балетное искусство».
2021 год — «Роман бутона розы и мотылька» (Нурсултан, Казахстан). Балет в 2-х актах, муз. Р. Дриго. В декабре 2022 года балет «Роман бутона розы» получил Национальную премию UMAI как лучший детский спектакль.
- «Баядерка». Балет в 3 актах, музыка Л. Минкуса.
- «Принц Пагод». Балет в 3 актах, музыка Б. Бриттена.
- «Сатанилла или любовь и ад». Балет в 3 актах, музыка Ц. Пуни, Ф. Бенуа, Н. Ребера.
- «Ромео и Джульетта». Балет в 3 актах, музыка С. Прокофьева.
- «Поцелуй Саломеи». Балет в 1 акте, музыка Голденталя.
- «Петя и волк». Балет в 1 акте, музыка С. Прокофьева.
- «Фантастическая симфония» (познание). Балет-фантасмагория в 1 акте, музыка Г. Берлиоза.
- «Болеро». Балет в 1 акте, музыка М. Равеля.
- «Покаяние». Балет в 1 акте, музыка Ф. Шуберта.
- «Бык на крыше». Балет 1 акте, музыка Д. Мийо.
- «Забава». Комический балет в 1 акте, музыка Ж. Оффенбаха.
- «Крик». Балет в 1 акте, музыка группы Йеллоу.
- «Времена года в жизни танцовщицы». Балет в 1 акте, музыка В. А. Моцарта.
- «Скоростная дорога джаза». Хореографическое представление в 1 акте, музыка К. Джонса, М. Фюргусона, А. Шоу.
- «Испаньола 1+10». Хореографическая картинка из городской жизни в 1 акте, музыка А. Шабрие ,Мануэля де Фальи.
- «Рождение танца». Класс концерт в 1 акте, музыка группы Спейс.
- «Пробуждение». Балет в 1 акте, музыка В. Беллини.
- «Западня». Балет в 1 акте, музыка Р. Вейкмана.
- «Венские конфетки». Танцевальный дивертисмент в 1 акте, музыка Р. Штрауса.
- «Озеро лебедей». Балет в 1 акте, музыка П. Чайковского.

## Концертные номера
- «Борцы» музыка Р. Эспере
- «Класс-концерт» музыка Дж. Россини
- «Мазурка» музыка И. Крупински
- «Путь» музыка Альбинони
- «Самсон и Далила» адажио, музыка К. Сен-Санса
- «Элегия» музыка Дж. Мартуччи
- «Полька» музыка Р. Штрауса
- «Молодые виртуозы» музыка Й. Мысливечика
- «Испанский танец» музыка А. Глазунова
- «Вальс» музыка Р. Штрауса
- Хореографическая композиция на музыку Дж. Мейербера
- «Классическое pas de deux» музыка Г. Доницетти
- «Pas de trois» музыка Ж. Оффенбаха
- «Pas de quatre» музыка Ц. Пуни, Л. Гертеля
- «Pas de deux» музыка Адана
- «Grand pas» из балета «Золотая рыбка» музыка Л. Минкуса
- «Grand pas» из балета «Дочь снегов» музыка Л. Минкуса
- «Grand pas» из балета «Синяя борода» музыка П. Шенка
- «Кто-то опаздывает…» музыка французских композиторов
- «Иллюзия пространства» музыка Вангелиса
- «Грёзы» музыка П. Чайковского

- «Посвящение Петипа», гранд па, музыка Л. Минкуса.

## Постановки на телевидении
- «ЖИЗНЬ» фильм-балет на музыку П. Вяхи (Эстонское ТВ)
- «ИСПОРЧЕННОЕ НАСЛАЖДЕНИЕ» музыкальный фильм, композитор П. Вяхи (Эстонское ТВ)
- «ЛЕТНЕЕ БОЛЕРО» фильм балет, музыка М. Равеля («La 5» Франция и Эстонское ТВ)
- «СТРАННИКИ В НОЧИ» фильм-балет Ф. Синатра (Эстонское ТВ)
- «ТАНЦУЕТ В.МЕДВЕДЕВ» музыка Ц. Пуни, А. Адана, Ж. Оффенбаха (Эстонское ТВ)
- «РОЖДЕНИЕ ТАНЦА» (Эстонское ТВ)
- «СЕНТИМЕНТАЛЬНЫЙ ВАЛЬС» музыка К. Пушкина (Франция—США)

## Награды и звания
- Заслуженный артист Эстонской ССР (1988)
- Премия Международного фонда «Пушкинское наследие» (1999, 2007, 2014 — США)
- Премия «Дива» (номинация «Лучший балетный спектакль») за балет «Щелкунчик» в Национальном театре Брно (2003, 2004 — Чехия)
- Премия «Дива» (номинация «Лучший балетный спектакль») за балет «Корсар» в Национальном театре Брно (2005 — Чехия)
- Высшая театральная премия «ЗИРВЯ» министерства культуры Азербайджана за балет «Семь красавиц» (2009 — Баку, Азербайджан)
- О жизни и творчестве Василия Медведева написан биографический роман «Хореограф» (Яна Темиз «Хореограф». «КМК-Scientific Press», Москва-Братислава, 2019).
- Высшая награда Муниципалитета Стара Загора (номинация «Искусство и культура») за балет «Сон Пилата» (2021)
- Премия профессионального танцевального сообщества Болгарии Impulse Awards (в 3-х номинациях) за балет «Сон Пилата» (2021 год)
- Премия «Хрустальная лира» Союза болгарских музыкантов и артистов балета за балет «Сон Пилата» (2022)
- Премия UMAI Министерства культуры и спорта Республики Казахстан за балет «Роман бутона розы» (2022)